# 3714 Kenrussell
3714 Kenrussell (1983 TT1) là một tiểu hành tinh vành đai chính được phát hiện ngày 12 tháng 10 năm 1983 bởi E. Bowell ở Flagstaff (AM).